# Yagqu
Yagqu (kinesiska: 雅曲, 雅曲乡) är en socken i Kina.   Den ligger i provinsen Hebei, i den västra delen av landet, 2 500 km väster om huvudstaden Peking.